# یان اوبلاک
 یان اوبلاک  (به انگلیسی: Jan Oblak؛ زادهٔ ۷ ژانویهٔ ۱۹۹۳) بازیکن فوتبال اهل اسلوونی است که در پست دروازه‌بان برای باشگاه اتلتیکو مادرید بازی می‌کند. از وی به عنوان یکی از چند دروازه‌بان برتر تاریخ فوتبال یاد می‌شود، او چهار بار متوالی بهترین گلر لالیگا انتخاب شد و در فصل ۲۰۲۱ عنوان بهترین بازیکن سال اسپانیا را به خود اختصاص داد.
انتقال وی از بنفیکا به اتلتیکو مادرید که در سال ۲۰۱۴ انجام شد و پنجمین انتقال گران‌قیمت تاریخ فوتبال در بین دروازه‌بان‌ها شد. وی همچنین ۴ بار متوالی برنده جایزه ریکاردو زامورا شده‌است. همچنین او با کسب ۶ جایزهٔ زامورا با عبور از ویکتور والدز و آنتونی رامالتس، رکوردار این جایزه و در صدر بهترین دروازه‌بان‌های تاریخ لالیگا قرار دارد.

## آمار ملی

### بازی‌های ملی
تا تاریخ ۲۰ نوامبر ۲۰۲۳
| اسلوونی | اسلوونی | اسلوونی  | اسلوونی  |
| سال     | بازی    | کلین شیت | گل خورده |
| ------- | ------- | -------- | -------- |
| ۲۰۱۲    | ۱       | ۰        | ۲        |
| ۲۰۱۳    | ۲       | ۲        | ۰        |
| ۲۰۱۴    | ۱       | ۰        | ۱        |
| ۲۰۱۵    | ۲       | ۱        | ۱        |
| ۲۰۱۶    | ۶       | ۴        | ۳        |
| ۲۰۱۷    | ۶       | ۲        | ۵        |
| ۲۰۱۹    | ۱۰      | ۳        | ۱۱       |
| ۲۰۲۰    | ۵       | ۵        | ۰        |
| ۲۰۲۱    | ۱۱      | ۴        | ۱۲       |
| ۲۰۲۲    | ۱۰      | ۳        | ۱۲       |
| ۲۰۲۳    | ۹       | ۴        | ۶        |
| مجموع   | ۶۳      | ۲۸       | ۵۵       |

## عملکرد ملی
اندکی پیش از فیکس‌شدن در تیم اصلی المپیا، او اولین و تنها بازی خود را در سال ۲۰۰۸ برای تیم زیر ۱۵ سال اسلوونی انجام داد و پس از آن در رده‌های مختلف ملی بر تعداد بازی‌های ملی خود افزود. دو بازی در تیم زیر ۱۶ سال اسلوونی در سال ۲۰۰۹، چهار بازی برای تیم ملی زیر ۲۰ سال (از ۲۰۱۰ تا ۲۰۱۲) و ۱۸ بازی برای تیم زیر ۲۱ سال اسلوونی (از ۲۰۰۹ تا ۲۰۱۳) او را آمادهٔ بازی در تیم ملی بزرگسالان اسلوونی کرد و سرانجام در سال ۲۰۱۲ بود که او در روز ۱۱ سپتامبر مقابل تیم ملی فوتبال نروژ درون دروازه اسلوونی ایستاد. مسابقه‌ای که از سری رقابت‌های انتخابی جهانی برگزار می‌شد و اسلوونی در برابر نروژ تن به شکست داد. او تا سال ۲۰۱۵ در سایهٔ سمیر هندانوویچ دروازه‌بان اینتر در تیم ملی بود. سرانجام در پایان این سال بود که با کناره‌گیری سمیر هندانوویچ از تیم ملی، یان اوبلاک، دروازه‌بان اصلی تیم ملی کشورش شد. او در ۶ سپتامبر ۲۰۱۹ برای اولین‌بار کاپیتان تیم ملی اسلوونی نیز شد.

## عملکرد باشگاهی
او در سال ۲۰۱۰ راهی بنفیکا شد. در ۱۷ سالگی به نظر می‌رسید که یان اوبلاک برای این انتقال بسیار جوان است. بنفیکا او را به خدمت گرفت اما در سال ۲۰۱۰ به بیرامار قرض داد. در سال ۲۰۱۱ بنفیکا مجدداً او را به اولهانه زه قرض داد و در فصل ۲۰۱۱–۲۰۱۲ نوبت رسید به انتقال قرضی اوبلاک به یونیائو د- لیریا. در فصل ۲۰۱۲–۲۰۱۳ هم نوبت به انتقال اوبلاک به ریوآوه رسید و سرانجام وقتی در سال ۲۰۱۴ اوبلاک از بنفیکا راهی اتلتیکو مادرید شد، تنها ۱۶ بار در طول چهار سال پیراهن بنفیکا را به تن کرده بود.
او برای اتلتیکو مادرید نقش مهمی داشته و به این تیم کمک کرده تا عناوین متعددی کسب کند. او در قهرمانی لالیگا در فصل ۲۰۱۴–۲۰۱۵ نقش کلیدی داشت و در آن فصل به عنوان بهترین دروازه‌بان لیگ انتخاب شد. او همچنین جایزهٔ زامورا را که به دروازه‌بانی با کمترین نسبت گل به بازی در لالیگا اعطا می‌شود، چهار بار متوالی از فصل ۲۰۱۵–۲۰۱۶ تا فصل ۲۰۱۸–۲۰۱۹ برده است.
اوبلاک علاوه بر موفقیت‌های داخلی خود، دوبار در سال‌های ۲۰۱۶ و ۲۰۲۰ به اتلتیکو مادرید کمک کرد تا به فینال لیگ قهرمانان اروپا صعود کند. اگرچه این تیم در هردو بار نتوانست جام قهرمانی را کسب کند، عملکرد اوبلاک استثنایی بود و نقش مهمی در این تیم داشت.

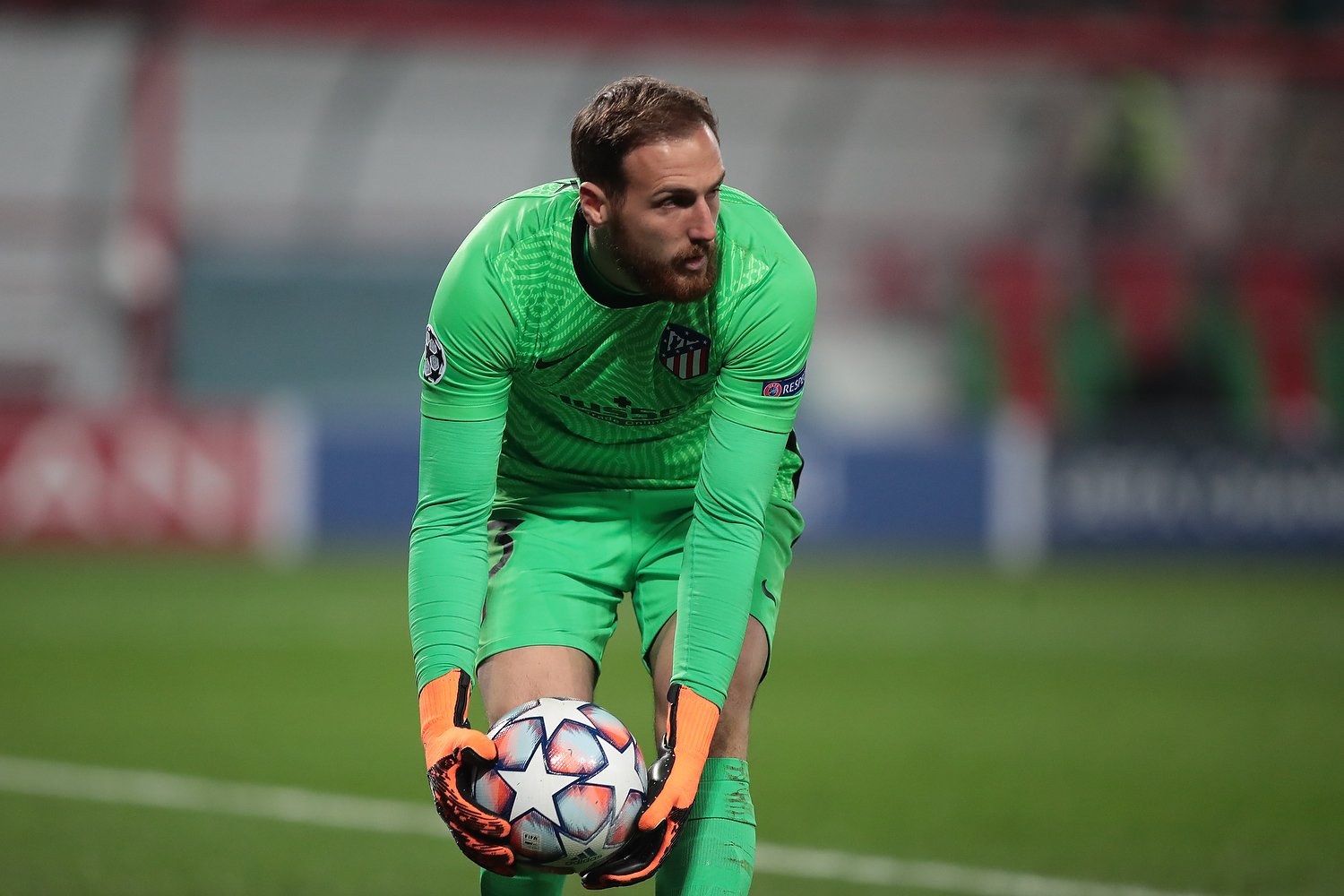
یان اوبلاک در سال ۲۰۲۰

## زندگی شخصی
یان اوبلاک در ۷ ژانویهٔ ۱۹۹۳ در شکفیا لکا، اسلوونی به دنیا آمد. او فوتبال را از سنین پایین شروع کرد و خیلی زود به استعدادش شناخته شد. در سن ۱۰ سالگی به آکادمی جوانان المپیک لیوبلیانا، یکی از برترین باشگاه‌های فوتبال اسلوونی پیوست. اوبلاک به سرعت در رده‌ها پیشرفت کرد و اولین بازی حرفه‌ای خود را در سن ۱۶ سالگی برای باشگاه انجام داد.
در سال ۲۰۱۰، اوبلاک با بنفیکا، یکی از موفق‌ترین باشگاه‌های پرتغال، قرارداد امضا کرد. او سه سال را در این باشگاه گذراند و بیشتر برای تیم B بازی کرد. با این حال، او چند بازی برای تیم اصلی انجام داد و عملکرد او توجهٔ اتلتیکو مادرید را به خود جلب کرد.
یان اوبلاک یک فرد خصوصی است و اطلاعات زیادی در مورد زندگی شخصی خود به اشتراک نمی‌گذارد. او با یک مدل اسلوونیایی به نام ورونیکا هندلوا ازدواج کرده‌است. این زوج، یک دختر دارند.
همچنین خواهر وی یک بسکتبالیست در سطح حرفه‌ای است.
اوبلاک خارج از زمین به خاطر فروتنی و حرفه‌ای بودنش معروف است. او فردی محجوب است که ترجیح می‌دهد از کانون توجهات دور بماند و روی بازی خود تمرکز کند. او به عنوان یک ورزشکار بسیار فداکار و منظم شناخته می‌شود و برای حفظ آمادگی جسمانی خود از رژیم غذایی سخت و رژیم تمرینی پیروی می‌کند.
اوبلاک علاوه بر دوران فوتبالی‌اش به خاطر کارهای خیریه‌اش نیز شهرت دارد. او از چندین سازمان خیریه از جمله صلیب سرخ و انجمن سلامت روان اسلوونی حمایت کرده‌است. در سال ۲۰۲۰، او ۲۵۰۰۰ یورو برای کمک به مبارزه با همه‌گیری کووید ۱۹ در اسلوونی اهدا کرد.

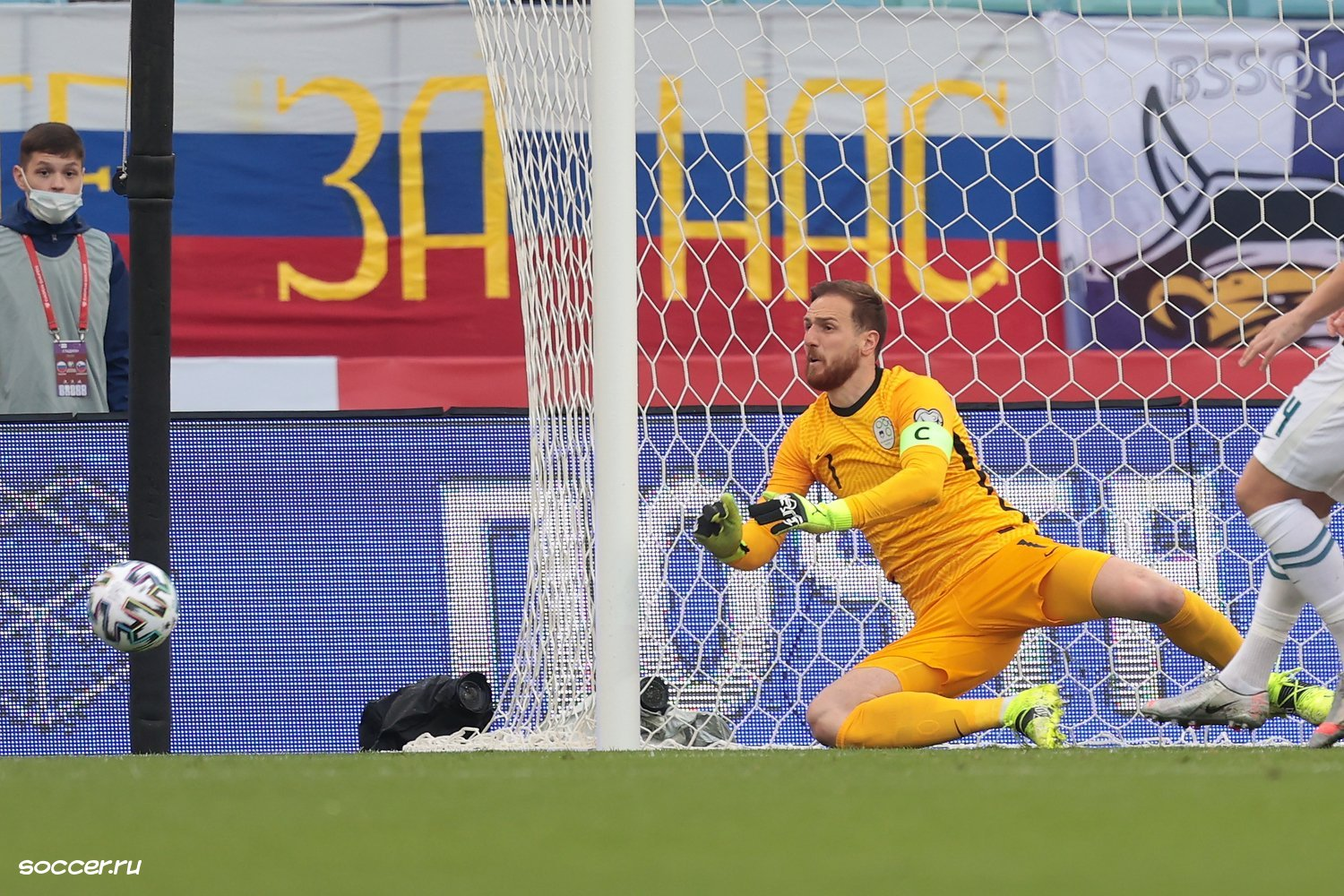
یان اوبلاک در سال ۲۰۲۱

## افتخارات
در طول این سال‌ها، افتخارات یان اوبلاک در اتلتیکو مادرید بیشتر شده‌است. سوپرکاپ اسپانیا (۲۰۱۴)، قهرمانی لالیگا (۲۰۲۰–۲۰۲۱)، نایب‌قهرمانی لیگ قهرمانان (۲۰۱۵–۲۰۱۶)، فتح لیگ اروپا (۲۰۱۷–۲۰۱۸) و قهرمانی سوپرکاپ اروپا (۲۰۱۸) افتخارات اوبلاک و اتلتیکو مادرید بوده‌است و علاوه بر این‌ها، عنوان بهترین دروازه‌بان لالیگا (۲۰۱۳–۲۰۱۴)‌، عنوان بهترین دروازه‌بان سال لالیگا و جایزهٔ زامورا (۲۰۱۶، ۲۰۱۷، ۲۰۱۸ و ۲۰۱۹) و حضور در تیم منتخب فصل لیگ قهرمانان (۲۰۱۶ و ۲۰۱۷) گوشه‌ای از این افتخارت وی بوده‌است.